# Sione Lauaki

a Compétitions nationales et continentales officielles uniquement.

b Matchs officiels uniquement.
Dernière mise à jour le 2 mars 2012.
Sione Lauaki, né le 22 juin 1981 à Haʻapai aux Tonga et mort le 12 février 2017, est un joueur international néo-zélandais de rugby à XV qui évolue au poste de Troisième ligne aile ou centre.
Après sept saisons passées au sein des Chiefs de Nouvelle-Zélande, il décide de venir jouer en France et signe avec l'ASM Clermont Auvergne en 2010. À la fin de la saison il décide de s'engager avec l'Aviron bayonnais rugby pro pour deux saisons.

## Carrière sportive

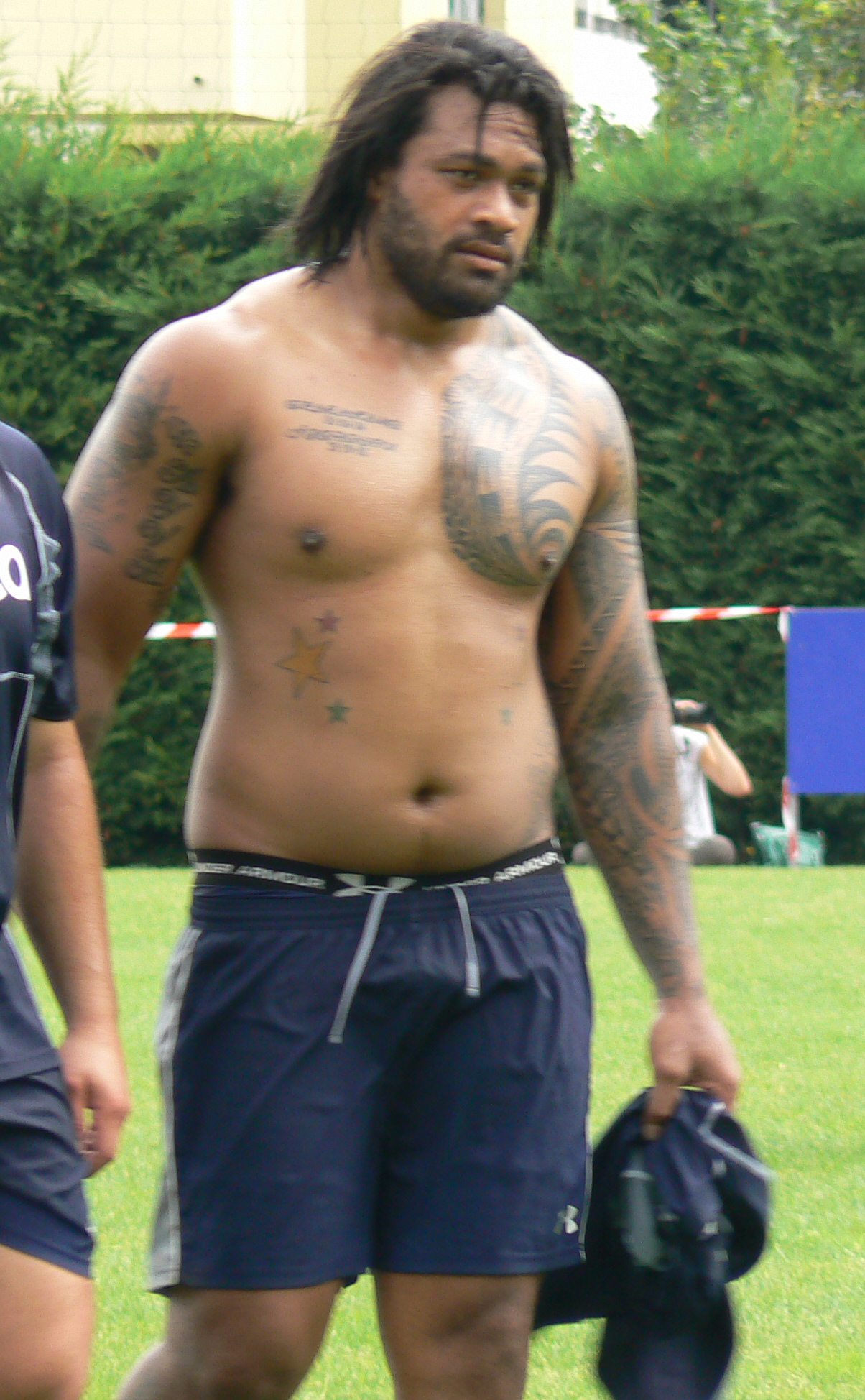
Sione Lauaki avec l'ASM Clermont Auvergne en 2010.

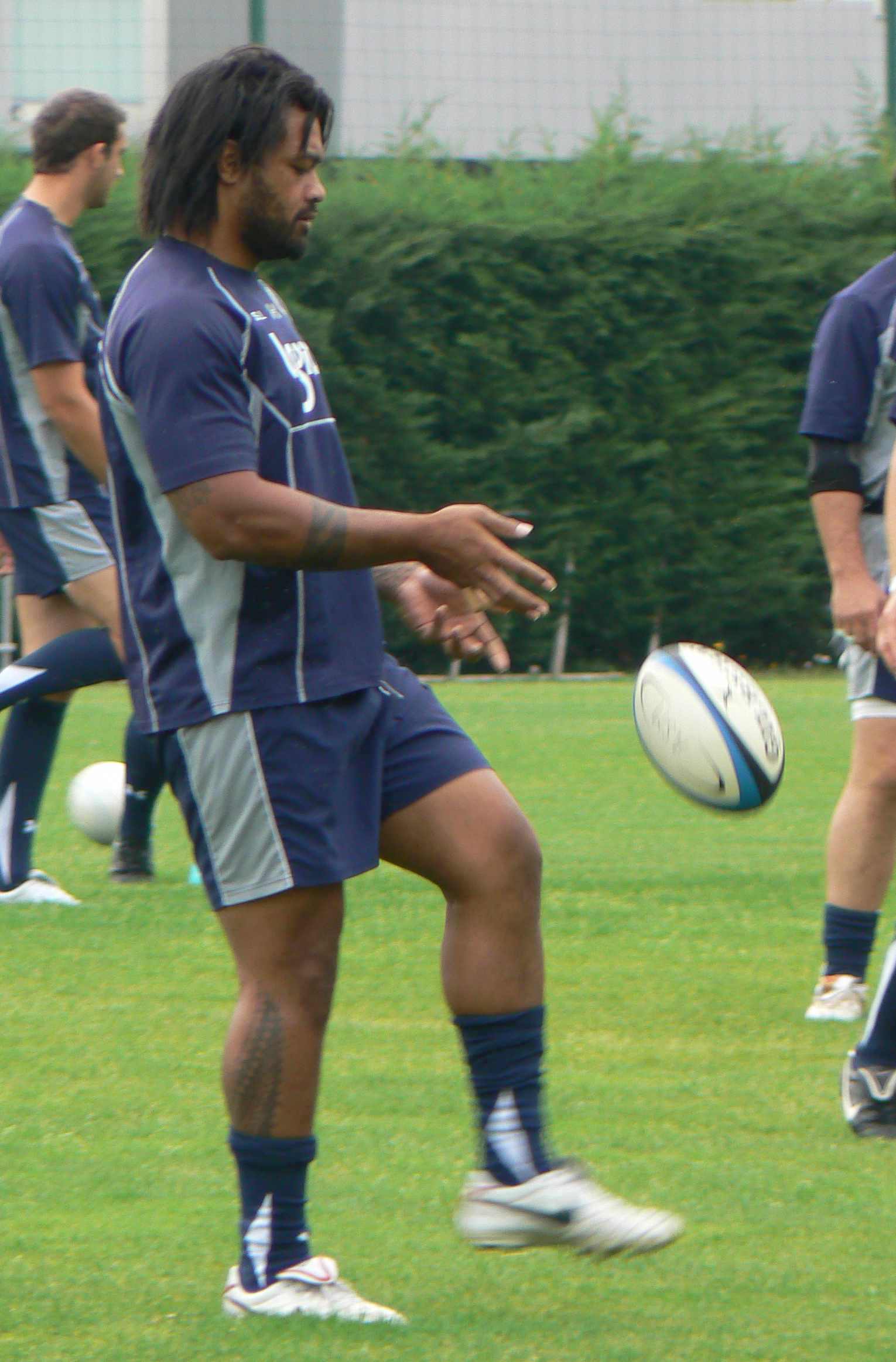
Sione Lauaki avec l'ASM Clermont Auvergne en 2010.

### En club
Sione Lauaki, alors âgé de 19 ans, a effectué un séjour d'un an en France en 2000, avec le club de l'USO Nevers qui évoluait en Fédérale 2, coentrainé à l'époque par Bernard Chinellato et Bernard Etcheverry. Il avait impressionné les observateurs et attiré les spectateurs. Lauaki est revenu au pays du rugby, en intégrant la province d'Auckland en 2001, il y fait ses armes aux côtés des Spencer, Rokocoko, Caucaunibuca, Muliaina et autres stars du rugby néo-zélandais, en remportant le championnat des provinces néo-zélandaises en 2003. Après, il est devenu Rookie en super 12 avec les Chiefs de Waikato, et a commencé à se faire un nom dans cette compétition.
En 2010, il décide de tenter une aventure en France où il signe un contrat pour la saison 2010 - 2011 (et une saison optionnelle) avec l'ASM Clermont Auvergne. En 2011, il signe un contrat avec l'Aviron bayonnais rugby pro pour les deux prochaines saisons.
Le joueur souffrait d'une insuffisance rénale et de problèmes cardiovasculaires qui l'avaient contraint à stopper la pratique à haut niveau et à quitter en 2012 le club de Bayonne dans lequel il évoluait. Il meurt le 12 février 2017 à l'âge de 35 ans.

### En équipe nationale
Lauaki a joué avec l'Équipe de Nouvelle-Zélande des moins de 21 ans en 2001 et 2002. Il a débuté avec les Blacks contre les Fidji (victoire 91-0). Auparavant il avait disputé des tests matchs avec les Pacific Islanders contre l'Australie et les Blacks. Il est sélectionné pour la Coupe du Monde 2007 qui se déroule en France. Il fait partie de l'effectif blacks pour le Tri Nations 2008 où il apporte sa puissance au pack néo-zélandais. Avec les Kiwis, il dispute une Coupe du monde en 2007. Il participe à deux éditions du Tri-nations en 2005 et 2008.

## Style
Sione Lauaki se caractérise par sa puissance physique, malgré son poids (119 kg), il fait souvent preuve d'une vivacité déconcertante, c'est aussi un très bon défenseur. Lauaki fait partie de ces troisièmes lignes puissants et habiles néo-zélandais, tant redoutés dans le monde de l'ovalie. Néanmoins, il tarde à confirmer son potentiel au niveau international.

## Palmarès

### En club
- Finaliste du Super 14 2009
- Vainqueur du National Provincial Championship en 2006
- Nombre de matchs de Provinces : 25
- Nombre de matchs de Super 12/Super 14 : 70
- Nombre de matchs avec les Pacific Islanders : 3

### En équipe nationale
- Nombre de matchs avec les Blacks : 17
- Première cape avec les Blacks : 3 juillet 2004
- Vainqueur du Tri-nations en 2005 et 2008

## Statistiques

### En équipe nationale
De 2005 à 2008, Sione Lauaki compte 17 sélections avec les All Blacks, inscrivant 15 points. Avec les Kiwis, il dispute une Coupe du monde en 2007. Il participe à deux éditions du Tri-nations en 2005 et 2008.